# Inkhundla Lobamba Lomdzala
L'Inkhundla Lobamba Lomdzala è uno dei sedici tinkhundla del distretto di Manzini, nell'eSwatini.

## Geografia antropica

### Suddivisioni amministrative
L'Inkhundla è suddiviso nei 2 seguenti imiphakatsi: Luyengo, Malkerns.